# Heidi VanDerveer
Heidi Elizabeth VanDerveer (ur. 11 lutego 1964 w Chautauquadze) – amerykańska koszykarka uczelniana, następnie trenerka koszykarska, od trenerka drużyny uczelnianej UC San Diego Tritons.
Jest młodszą siostrą utytułowanej trenerki koszykarskiej Tary VanDerveer.

## Osiągnięcia
Na podstawie, o ile nie zaznaczono inaczej.

### Trenerskie

#### Drużynowe
- Mistrzostwo:
  - turnieju konferencji:
    - CCAA (2013, 2019, 2020)
    - SCIAC dywizji III NCAA (2009, 2011)

  - sezonu zasadniczego konferencji:
    - CCAA (2016–2020)
    - SCIAC dywizji III NCAA (2009–2012)

#### Indywidualne
- Trenerka roku:
  - CCAA (2016–2019)
  - WBCA Division II District/Region (2018, 2019)
- Laureatka nagrody UC San Diego Excellence in Coaching Award (2019)